# Cuxhaven
Cuxhaven (dolnoniem. Cuxhoben) – uzdrowiskowe miasto powiatowe w północnej części Niemiec, w kraju związkowym Dolna Saksonia, siedziba powiatu Cuxhaven. Leży przy ujściu Łaby do Zatoki Helgolandzkiej (Morze Północne), liczy 51 249 mieszkańców (2008). Najbardziej na północ położona gmina kraju związkowego.
Prawa miejskie z 1907 roku. Uważa się je za awanport Hamburga. Między 1872 a 1937 Cuxhaven był częścią Hamburga.
W mieście rozwinął się przemysł rybny, stoczniowy oraz maszynowy.

## Współpraca
Miejscowości partnerskie:
- Meklemburgia-Pomorze Przednie: Binz, Sassnitz
- Islandia: Hafnarfjörður
- Portugalia: Ílhavo
- Rosja: Му́рманск (Murmańsk)
- Grenlandia: Nuuk
- Wielka Brytania: Penzance
- Polska: Piła
- Francja: Vannes
- Hiszpania: Vilanova de Arousa

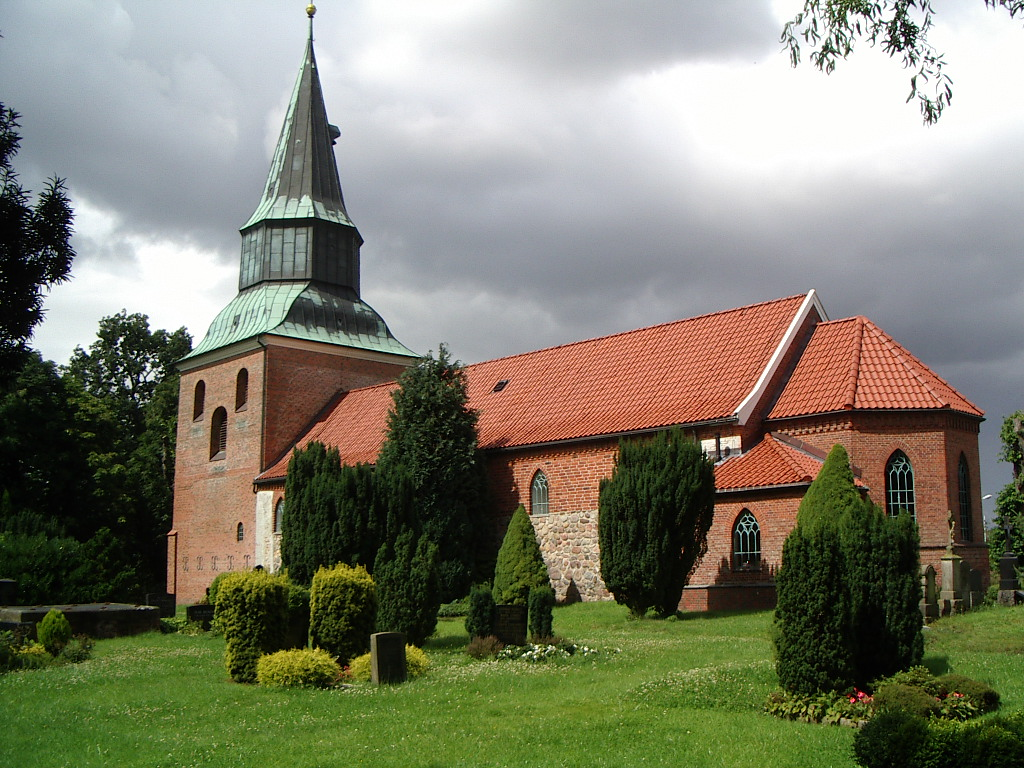
Kościół w Cuxhaven-Groden